# Villemagne-l'Argentière
Villemagne-l'Argentière is een gemeente in het Franse departement Hérault (regio Occitanie) en telt 429 inwoners (1999). De plaats maakt deel uit van het arrondissement Béziers.

## Geografie
De oppervlakte van Villemagne-l'Argentière bedraagt 8,1 km², de bevolkingsdichtheid is 53,0 inwoners per km².
De onderstaande kaart toont de ligging van Villemagne-l'Argentière met de belangrijkste infrastructuur en aangrenzende gemeenten.

## Demografie
Onderstaande figuur toont het verloop van het inwonertal (bron: INSEE-tellingen).
1. ↑  Populations de référence 2022.